# His Eye Is on the Sparrow
His Eye Is on the Sparrow è un singolo di Whitney Houston estratto dall'album Sparkle: Original Motion Picture Soundtrack, pubblicato 4 mesi dopo la sua morte.